# Pseudonotoxus babaulti
Pseudonotoxus babaulti là một loài bọ cánh cứng trong họ Anthicidae. Loài này được Pic miêu tả khoa học năm 1924.